# U 142 (U-Boot, 1940)
U 142 war ein deutsches U-Boot vom Typ II D, das im Zweiten Weltkrieg von der deutschen Kriegsmarine eingesetzt wurde.

## Geschichte
Der Auftrag für das Boot wurde am 25. September 1939 an die Werft Deutsche Werke, Kiel vergeben. Die Kiellegung erfolgte am 12. Dezember 1939, der Stapellauf am 27. Juli 1940. Die Indienststellung unter Oberleutnant zur See Nikolai Asmus Clausen fand schließlich am 4. September 1940 statt.
Das Boot gehörte nach seiner Indienststellung am 4. September 1940 bis zum 16. Oktober 1940 als Ausbildungsboot zur 1. U-Flottille in Kiel. Danach, vom 17. Oktober 1940 bis zum 18. Dezember 1940, Schulboot in der 24. U-Flottille in Memel und vom 19. Dezember 1940 bis zum 21. Juni 1941 Schulboot in der 22. U-Flottille in Gotenhafen. Beim Beginn des Krieges gegen die Sowjetunion 1941–1945, wurde das Boot vom 22. Juni 1941 bis zum 31. August 1941 Frontboot in der 22. U-Flottille in Gotenhafen, bevor es vom 1. September 1941 bis Mai 1945 wieder als Schulboot dort eingesetzt wurde. Zuletzt wurde U 142 im Mai 1945 Ausbildungsboot in der 5. U-Flottille in Kiel. Die meisten Schulboote der Kriegsmarine waren mit einfachen Symbolen am Turm kenntlich gemacht und als solche zu identifizieren. U 142 war mit einer weißen Raute markiert. Die Besatzung trug eine Zeit lang ein U-Boot mit einer weißen Raute an den Schiffchen und Mützen.

## Einsatzstatistik
Obwohl das Boot während seiner Dienstzeit im Wesentlichen als Schul- und Ausbildungsboot eingesetzt wurde, absolvierte es unter dem Kommando von Paul-Hugo Kettner drei Unternehmungen in der mittleren und der nördlichen Ostsee, auf denen keine Schiffe versenkt oder beschädigt wurden.

### Erste Unternehmung
Das Boot lief am 21. Juni 1941 um 00:30 Uhr von Gotenhafen aus und lief am 12. Juli 1941 um 00:07 Uhr wieder dort ein. Auf dieser 21 Tage dauernden und 2.903,9 sm über und 102,6 sm unter Wasser langen Unternehmung in der mittleren Ostsee, vor Gotland und Öland wurden keine Schiffe versenkt oder beschädigt.

### Zweite Unternehmung
Das Boot lief am 25. Juli 1941 um 17:47 Uhr von Gotenhafen aus und lief am 9. August 1941 zur Ergänzung in Stormelö ein. Es lief am 28. August 1941 um 05:05 Uhr wieder dort aus um am 30. August 1941 um 12:30 Uhr in Memel einzulaufen. Es lief noch am gleichen Tag um 18:35 Uhr wieder dort aus und lief am 31. August 1941 im Gotenhafen ein. Auf dieser 20 Tage dauernden und 1.568,3 sm über und 428,8 sm unter Wasser langen Unternehmung in die nördliche Ostsee, vor Ösel und Dagö, wurden keine Schiffe versenkt oder beschädigt.

## Verbleib
Das Boot wurde am 5. Mai 1945 in der Westkammer der Seeschleuse Wilhelmshaven gemäß dem lange bestehenden, allerdings von Großadmiral Dönitz noch am Abend des 4. Mai 1945 aufgehobenen Regenbogen-Befehl von seiner Besatzung selbstversenkt.